# Тури, Индрек
Индрек Тури (эст. Indrek Turi; род. 30 июля 1981, Таллин) — эстонский легкоатлет, специалист по многоборьям. Выступал за сборную Эстонии по лёгкой атлетике в первой половине 2000-х годов, серебряный призёр Универсиады в Тэгу, победитель Кубка Европы в командном зачёте, чемпион Эстонии в десятиборье, участник летних Олимпийских игр в Афинах.

## Биография
Индрек Тури родился 30 июля 1981 года в Таллине.
Занимался лёгкой атлетикой в городе Пылва, проходил подготовку под руководством Андрея Назарова.
Впервые заявил о себе в десятиборье на международной арене в сезоне 2000 года, когда вошёл в состав эстонской национальной сборной и выступил на юниорском мировом первенстве в Сантьяго, где с результатом в 7222 очка стал пятым.
Будучи студентом, в 2001 году представлял страну на летней Универсиаде в Пекине, показав шестой результат в программе десятиборья.
В 2003 году побывал на молодёжном европейском первенстве в Быдгоще, откуда привёз награду серебряного достоинства, выигранную в десятиборье — уступил здесь только немцу Андре Никлаусу. Позже с личным рекордом в 8122 очка стал серебряным призёром на Универсиаде в Тэгу — здесь его превзошёл француз Ромен Баррас.
В 2004 году на домашнем Кубке Европы по легкоатлетическим многоборьям в Таллине стал третьим в личном зачёте и помог своим соотечественникам выиграть мужской командный зачёт. Благодаря череде удачных выступлений удостоился права защищать честь страны на летних Олимпийских играх в Афинах — набрал в сумме всех дисциплин десятиборья 7708 очков, расположившись в итоговом протоколе соревнований на 23-й строке.
В 2009 году в первый и единственный раз в карьере стал чемпионом Эстонии в десятиборье.
Впоследствии проживал в деревне Выыпсу волости Микитамяэ.